# Cyril Roger-Lacan
Cyril Roger-Lacan, né le 8 avril 1964, est conseiller d'État français. Il travaille principalement dans les domaines de l’environnement, de l’énergie, des services publics essentiels et du développement durable, et des questions européennes.
Depuis 2018, il publie chez les éditions Grasset son œuvre littéraire, ainsi que des textes courts, principalement dans la Nouvelle Revue Française des éditions Gallimard.

## Jeunesse et études
Petit-fils de Jacques Lacan et de Marie Louise Blondin, fils de Bruno Roger et de Caroline Lacan (décédée en 1973), Cyril Roger-Lacan intègre l’École Normale Supérieure en 1983 et l’Ecole nationale d’administration en 1989. Après avoir étudié les lettres et l'histoire à la Sorbonne, il est diplômé de l’Institut d’études politiques de Paris, où il enseignera les sciences économiques comme maître de conférences et agrégé de sciences économiques et sociales.

## Parcours professionnel
Entré au Conseil d’Etat comme auditeur en 1991, Cyril Roger-Lacan y exerce diverses fonctions, notamment comme rapporteur à la Section du contentieux, puis rapporteur public. Il publie des articles et conclusions principalement sur les sujets liés à la responsabilité administrative, à l’environnement, aux grands projets d’utilité publique, à la régulation et aux énergies renouvelables. 
Après avoir enseigné l’économie comme maître de conférences à l’Institut d’études politiques de Paris, il participe à la rédaction de plusieurs rapports : Santé 2010, le rapport de la commission Henrion sur les drogues et les toxicomanies et le rapport Gall sur l'avenir de l'Opéra de Paris.
En 1995, il dirige le cabinet de Xavier Emmanuelli, fondateur du Samu social, lors de son passage au gouvernement comme secrétaire d’Etat à l’Action humanitaire. Il travaille notamment sur des sujets d’accès à l’hébergement et au logement, aux soins des personnes défavorisées et à la lutte contre l’exclusion sociale,.  
En 1997, il intègre le groupe Veolia et initie la première concession de service public en Chine à Chengdu. Il dirige et développe les activités de gestion déléguée d’eau, d’assainissement et de services municipaux multi-énergies (électricité, gaz, chaleur) en Allemagne, puis dans de 2000 à 2008, l’ensemble de l’Europe comme directeur général pour l’Europe, avant de regagner le Conseil d’État. 
Il co-fonde également Tilia, entreprise franco-allemande spécialisée dans le co-développement de projets de transition écologique et énergétique d’intérêt général avec les régions, les communes, les établissements et entreprises publiques. Il initie la mise en œuvre de projets pilotes en matière de transition énergétique en France et en Europe et participe notamment à la création du premier contrat de transition écologique français, avec la communauté urbaine d’Arras ou au développement du réseau de chaleur et de froid géothermique de Paris-Saclay.
Il est désigné par le gouvernement comme expert du Débat national sur la transition énergétique en 2012, et préside le groupe d’experts sur la gouvernance de l’énergie. Il pilote également des travaux de recherche pour la Commission européenne.
Depuis 2020, il reprend ses fonctions au sein du Conseil d’Etat en tant que juge à la Section du contentieux, notamment sur les sujets d’environnement et d’urbanisme.

## Œuvres, travaux littéraires et activités musicales

### Travaux littéraires
- L’inconnue - Editions Grasset (2018)
- Une image. Aldo Moro - via Caetani, 9 mai 1978 - NRF-Gallimard (2019)
- Derniers jours - Editions Grasset (2021)
- La gloire et le chemin. Lire Marbot aujourd’hui - NRF-Gallimard (2021)
- Ornicar ? Lacan Redivivus - Navarin Editeur (2021)
- Corrompre - Éditions Grasset (2024)
- Avant l'âge - Éditions Grasset (2024)

### Autres activités dans le domaine littéraire et musical
Passionné de musique et de littérature, Cyril Roger-Lacan occupe diverses positions dans le milieu culturel et musical. Il préside le conseil d’administration du Poème Harmonique depuis 2008.
Il est également administrateur et trésorier de l’Institut mémoires de l’édition contemporaine depuis 2007 et administrateur de la Fondation Martine Aublet qui finance des projets pédagogiques et des bourses d’études, et récompense des ouvrages consacrés aux cultures extra-occidentales.

## Distinctions et nominations
- Chevalier de la Légion d'honneur (2012)[20]
- Finaliste du Prix Goncourt de la nouvelle 2021 pour Derniers jours[21]